# مازلوو
مازلوو (به چکی: Mazelov) یک منطقهٔ مسکونی در جمهوری چک است که در شهرستان چسکه بودیوویتسه واقع شده‌است. مازلوو ۸٫۵۵ کیلومتر مربع مساحت و ۱۹۸ نفر جمعیت دارد و ۴۳۸ متر بالاتر از سطح دریا واقع شده‌است.